# Grote Prijs Leende
De Grote Prijs Leende, of korter de GP Leende,  is een eendaagse Nederlandse wielerwedstrijd in en rond Leende in de vorm van een individuele tijdrit, gehouden over 21 km (12,1 km in 2012). De tijdrit is onderdeel van de KNWU topcompetitie. Tevens is het het Districtskampioenschap voor de regio Zuid West en Zuid Oost Nederland en dient deze wedstrijd te worden gereden om deel te mogen nemen aan het Nederlands Kampioenschap Tijdrijden.

## Lijst van winnaars
| Editie | 1e             | 2e              | 3e                   |
| ------ | -------------- | --------------- | -------------------- |
| 2012   | Loes Gunnewijk | Iris Slappendel | Mathilde Matthijsse  |
| 2013   | Ellen van Dijk | Loes Gunnewijk  | Annemiek van Vleuten |
| 2014   | Lisa Brennauer | Ellen van Dijk  | Vera Koedooder       |